# Parker (Colorado)
Parker je město v okrese Douglas, státu Colorado ve Spojených státech amerických. Nachází se necelých 40 kilometrů jihovýchodně od centra města Denver. K roku 2020 zde žilo 58 512 obyvatel, čímž jde o druhé nejlidnatější město okresu (hned po Castle Rock). Parker je 19. nejlidnatějším městem v Coloradu a 633. nejlidnatějším městem ve Spojených státech amerických.